# 카멜백 랜치-글렌데일
카멜백 랜치-글렌데일(Camelback Ranch-Glendale)은 미국 애리조나주 피닉스에 위치한 야구장이다. MLB 시카고 화이트삭스와 로스앤젤레스 다저스의 스프링 트레이닝 장소이다.